# Siganus insomnis
Siganus insomnis is een straalvinnige vissensoort uit de familie van de konijnvissen (Siganidae). De wetenschappelijke naam is voor het eerst geldig gepubliceerd in 2014 door Woodland & Anderson.